# Michiel (Vorname)
Michiel ist ein männlicher Vorname, eine niederländische Variante von Michael.

## Namensträger
- Michiel Borstlap (* 1966), niederländischer Pianist und Komponist
- Michiel Braam (* 1964), niederländischer Jazz-Pianist und Komponist
- Michiel Coxcie (1499–1592), flämischer Maler
- Michiel Elijzen (* 1982), niederländischer Radrennfahrer
- Michiel Hazewinkel (* 1943), niederländischer Mathematiker
- Michiel Heyns (* 1943), südafrikanischer Schriftsteller und Übersetzer
- Michiel ten Hove (1640–1689), Ratspensionär der Staaten von Holland und Westfriesland
- Michiel Lochtenbergh (* 1981), niederländischer Handballspieler
- Michiel van Mierevelt (1567–1641), holländischer Maler
- Michiel de Ruyter (1607–1676), niederländischer Admiral
- Michiel de Swaen (1654–1707), niederländischsprachiger Autor in Frankreich
- Michiel Sweerts (1618–1664), niederländischer Maler und Radierer